# 제임스 밸런타인
제임스 버건 밸런타인(James Burgon Valentine, 제임스 발렌타인, 1978년 10월 5일 ~ )은 미국의 팝 록 밴드인 마룬 5의 기타리스트이다. 마룬 5에 들어오기 전, 한 때 스퀘어의 기타리스트였다.

## 생애
제임스 밸런타인은 미국 링컨 사우스이스트 고등학교(Lincoln Southeast High Shool)와 네브래스카 대학교 링컨을 졸업하였으며, 미국의 음악가 존 메이어와 함께 버클리 음악 대학에 재학하였다.

### 마룬 5
1994년 애덤 리바인, 제시 카마이클, 미키 매든, 라이언 두식이 결성한 카라스 플라워스가 2001년 당시 스퀘어의 기타리스트였던 제임스 밸런타인을 영입한 후 마룬 5로 이름을 바꾸었다. 2002년, Songs About Jane으로 데뷔하여 제47회 그래미 어워드에서 신인상을 수상하며 전세계적으로 음악성을 인정받았다.

### JJAMZ
JJAMZ는 2009년 미국 캘리포니아주 로스앤젤레스에서 결성된 5인조 인디 팝 밴드이다. 멤버는 제임스 밸런타인 (마룬 5), Jason Boesel (Rilo Kiley/Bright Eyes), Alex Greenwald (팬텀 플래닛), Michael Runion과 Z 버그 (The Like)이다.

## 사생활
제임스 밸런타인의 가족들은 현재 유타주에 거주한다. 어머니는 현재 브리검영 대학교에서 재직하고 있으며, 아버지는 현재 유타 밸리 대학교에서 재직하고 있으며, 과거 브리검영 대학교 라틴아메리카 문학과의 부교수였다. 한 명의 형과 세 명의 여자 형제가 있으며, 여동생인 디자이너 어맨다 밸런타인 보관됨 2014-07-08 - 웨이백 머신은 프로젝트 런어웨이 시즌 11에 참가하였다.
제임스 밸런타인은 마룬 5의 리더 애덤 리바인의 친한 친구이자 전 룸메이트는 한국계 미국인 프로듀서인 진 홍(Gene Hong)이다.

## 학력
- 링컨 사우스이스트 고등학교(Lincoln Southeast High School)
- 네브래스카 대학교 링컨
- 버클리 음악 대학

## 음악가로서의 활동

### 소속 그룹
- 몬태그(Montag), 키드 쿼크스타(Kid Quarkstar), 몬델로(Mondello), 해피 독(Happy Dog) (이상 2001년 이전)
- 스퀘어 (1999년 ~ 2001년)
- 마룬 5 (2001년 ~ 현재)
- JJAMZ (2009년 ~ 2015년)

### 음반 목록
기타 참여 음반
- 존 메이어 - Continuum (2006)
- 제니 루이스 Rabbit Fur Coat (2006)
- JJAMZ - Suicide Pact (2012)
- PJ 모턴 - New Orleans (2013)

### 사용 악기
- 깁슨 레스폴
- Fender Telecaster
- Gibson Firebird
- Fender Stratocaster
- Fender Jazzmaster
- Minarik Inferno
- Fano Guitars

## 참조
1. ↑  “마룬5 "투어 마지막 한국서 혼신 다할 것"”. 《네이버 뉴스》. 2011년 9월 3일. 2011년 9월 3일에 확인함.